# Igevere
Igevere es una aldea del municipio de Kastre, en el condado de Tartu, Estonia, con una población censada a final del año 2011 de 70 habitantes. 
Se encuentra ubicada al sur del condado, al sur del río Emajõgi y al oeste del lago Peipus y la frontera con Rusia.